# Los Cisneros
Los Cisneros es una de las localidades que conforman el municipio de Teúl de González Ortega, en Zacatecas, en México .

## Geografía
Este rancho está a una altitud de 200 metros, a una latitud 21°28′00″ y a una longitud 103°22′00″W. En su topografía destacan sistemas montañosos, pequeñas mesetas, algunas llanuras y lomeríos. Su altura sobre el nivel del mar es una altura que repercute en un clima.
En cuanto hidrografía presenta un arroyo, además de algunos pequeños manantiales, que en su parte alta son captados por una pequeña presa, de poco nivel, construida en el siglo XIX, llamada presa José Paz Cisneros Ortíz. En el 2005 se contruyé una presa sobre el arroyo principal. Con lo que se capta de agua se puede tener una pequeña agricultura, que no obstante sigue dependiendo mucho del temporal.
En lo que refiere al clima Su clima está considerado entre el semicálido y el templado. Con lluvias invernales menores de 5% de precipitación pluvial y de 750 a 800 mm., como media anual. Al norte el clima es subhúmedo y al sur, semicálido húmedo La temperatura mínima oscila entre 11º y 12º en los meses de frío (diciembre y enero) y la máxima entre 18º y 22º. pudiendo registrarse temperaturas menores hasta de 4º y 5º bajo cero y máximas de 38° y 40º. La temperatura mínima registrada en los últimos tiempos fue el 14 de diciembre de 1997 que llegó a los 11º bajo cero. La precipitación pluvial más alta se da el mes de julio, registrándose un promedio mensual de 186,2 mm. Esto en los últimos 26 años.
Es un rancho dedicado principalmente a la ganadería y la agricultura de temporal.

## Historia
El primer asentamiento del lugar se dio durante el siglo XVIII, denominándose, en un principio, Santa Cruz de los Riveras, ya que los primeros propietarios eran unos españoles peninsulares, con el apellido Rivera. Posteriormenteen la época de la Independencia la familia Rivera desaparece de estas tierras, huyendo por la guerra. 
Ya en 1822, en el primer Imperio Mexicano, el Emperador Agustín de Iturbide otorga, el antiguo Santa Cruz de los Rivera, en merced de tierras por los servicios prestados al criollo José María de Cisneros y Cervates, originario de San Juan Bautista del Teúl, hoy Teúl de González Ortega, es en este tiempo que esta localidad toma el nombre de "Los Cisneros". Ya en los años 20 del siglo XX a causa del matrimonio de D. J. Paz Cisneros Ortiz con Dña. Eulalia Villegas Cervantes, hija del próspero terrateniente Fructuoso Villegas Muñoz el rancho se ve agrandado de ser: la huerta, el bajío, el muladar, las moras, el ojo de agua, el banco y las casas maternales con el bajío de los álamos, el jacalón (troje de maíz),La ladera. Y ya a finales del siglo XX se agranda aún más comprando a D. Pedro Flores, La Loma. 
Actualmente sigue perteneciendo a los descendientes del primer beneficiario del Emperador.